# Euprosopia lepida
Euprosopia lepida är en tvåvingeart som beskrevs av Charles Howard Curran 1936. Euprosopia lepida ingår i släktet Euprosopia och familjen bredmunsflugor. Inga underarter finns listade i Catalogue of Life.